# 辛垣城
辛垣城（からかいじょう）は、東京都青梅市にあった日本の城。青梅市指定史跡。

## 概要
三田氏により築かれた山城。上杉謙信の関東侵攻後後北条氏を離れ上杉方に付いた三田氏がその峻険な地形を頼んで拠り、名族三田氏の終焉の地となった。

## 歴史・沿革
- 永禄年間初期、三田綱秀によって築かれた。ただし、永禄年間以前より存在したという説もある。
- 永禄3年（1560年）の上杉謙信関東出兵後、城主の綱秀は後北条氏を離れ上杉方に付いた。
- 永禄4年（1561年）の上杉氏撤兵後、後北条氏と対立した綱秀が勝沼城から居を移した。
- 永禄4年（1561年）〜永禄6年（1563年）頃、北条氏照に攻められ落城した（辛垣の戦い）。

## 構造
雷電山から延びる尾根上に聳える、独立性の高い円錐形様の辛垣山山頂付近に郭を重ねる。北方を除く三方の尾根上には郭が認められ、特に南に延びる尾根上には馬洗い場と呼ばれる比較的大きな郭が設けられている。

## 考古資料

### 遺構
山頂付近に郭、空堀、土塁、縦堀等の遺構が残るが、江戸期以降採石場として利用されたため、一部遺構は旧態を失っている。

## 観光

### アクセス
- JR二俣尾駅下車。

## 周辺
- 青梅丘陵